# United Online
 (octobre 2023).
Si vous disposez d'ouvrages ou d'articles de référence ou si vous connaissez des sites web de qualité traitant du thème abordé ici, merci de compléter l'article en donnant les références utiles à sa vérifiabilité et en les liant à la section « Notes et références ».
United Online est un fournisseur de services sur Internet.
L'entreprise est active dans la livraison de fleurs (FTD et Interflora), les retrouvailles d'anciens élèves (Classmates.com), la fidélisation (MyPoints.com), la fourniture d'accès à Internet et email (Netzero et Juno). En France, l'entreprise est présente via la filiale française de Classmates.com : Trombi.com.
Le titre était coté jusqu'en 2013 NASDAQ avec le code UNTD.

## Historique
United Online est née de la fusion en 2001 des fournisseurs d'accès à Internet américains Netzero et Juno. 